# Nyugat-Virginia kormányzóinak listája
Ez a lista az Amerikai Egyesült Államok Nyugat-Virginia államának kormányzóit sorolja föl. Egészen a polgárháborúig Virginia állam része volt, ekkor azonban - mivel a rabszolga-kérdésben ellentétes állásponton volt - elszakadt az államtól 1863. június 20-án (ez a nap ma Nyugat-Virginia napja). Egyike azon két államnak, melyek a háború alatt jöttek létre (a másik Nevada). Nyugat-Virginia a háború alatt egyike volt a "határállamoknak", melyek elválasztották egymástól a Konföderáció és az Unió államait. Az Egyesült Államok Statisztikai Hivatala a Déli Államok közé sorolja, ennek az az oka, hogy nagy része a Mason-Dixon vonaltól délre terül el, noha északi földnyelve kiterjed a határos Pennsylvania és Ohio államok határára, valamint Weirton városa egy szélességi körön található Pittsburgh-gel. Különleges helyzetéből adódóan Nyugat-Virginia több tájegység részét is képezi, de legnagyobb részén az Appalache-hegység húzódik, ez az egyetlen állam, amelynek teljes területe az Appalache Régióban található, melyet a hétköznapokban csak "Appalachia"-ként emlegetnek. Míg az itt élők elismerik, hogy az állam része az Appalachiának, közülük sokan nem szeretik ezt a kifejezést használni önmeghatározásukra.
A kormányzói széket négy évre lehet elnyerni, s az adott személy egyszer újraválasztható.
Jelenleg a 36. kormányzó, a Demokrata Párthoz tartozó Jim Justice tölti be a tisztséget 2017. január 16. óta. Nyugat-Virginiában nem választanak alkotmányzót, feladatát a helyi szenátus elnöke tölti be.

## Párthovatartozás
| Párt | Párt         | Kormányzók |
| ---- | ------------ | ---------- |
|      | Demokrata    | 21         |
|      | Republikánus | 15         |
| FÜGG | Független    | 1          |

## Virginával közös kormányzat kormányzói
| Virginával közös kormányzat kormányzóinak listája                             | Virginával közös kormányzat kormányzóinak listája                             | Virginával közös kormányzat kormányzóinak listája                             | Virginával közös kormányzat kormányzóinak listája                             | Virginával közös kormányzat kormányzóinak listája                             | Virginával közös kormányzat kormányzóinak listája                             | Virginával közös kormányzat kormányzóinak listája | Virginával közös kormányzat kormányzóinak listája                             | Virginával közös kormányzat kormányzóinak listája                             |
| Föderalista Demokrata-Republikánus Whig Párt Demokrata Párt Republikánus Párt | Föderalista Demokrata-Republikánus Whig Párt Demokrata Párt Republikánus Párt | Föderalista Demokrata-Republikánus Whig Párt Demokrata Párt Republikánus Párt | Föderalista Demokrata-Republikánus Whig Párt Demokrata Párt Republikánus Párt | Föderalista Demokrata-Republikánus Whig Párt Demokrata Párt Republikánus Párt | Föderalista Demokrata-Republikánus Whig Párt Demokrata Párt Republikánus Párt | Föderalista Demokrata-Republikánus Whig Párt Demokrata Párt Republikánus Párt | Föderalista Demokrata-Republikánus Whig Párt Demokrata Párt Republikánus Párt | Föderalista Demokrata-Republikánus Whig Párt Demokrata Párt Republikánus Párt |
| #                                                                             | Kép                                                                           | Kormányzó                                                                     | Hivatali idő kezdete                                                          | Hivatali idő vége                                                             | Párt                                                                          | Egyéb választott (szövetségi) tisztségei | Helyettes                                                                     | Helyettes                                                                     |
| ----------------------------------------------------------------------------- | ----------------------------------------------------------------------------- | ----------------------------------------------------------------------------- | ----------------------------------------------------------------------------- | ----------------------------------------------------------------------------- | ----------------------------------------------------------------------------- | --- | ----------------------------------------------------------------------------- | ----------------------------------------------------------------------------- |
| 1                                                                             |                                                                               | Patrick Henry                                                                 | 1776. július 5.                                                               | 1779. június 1.                                                               | FÜGG                                                                          | | nem volt                                                                      | nem volt                                                                      |
| 2                                                                             |                                                                               | Thomas Jefferson                                                              | 1779. június 1.                                                               | 1781. június 3.                                                               | FÜGG                                                                          | Az Amerikai Egyesült Államokat képviselő miniszter Franciaországban (1785–1789) Az Amerikai Egyesült Államok államtitkára (1790–1793) Az Amerikai Egyesült Államok 2. alelnöke (1797–1801) Az Amerikai Egyesült Államok 3. elnöke (1801–1809) | nem volt                                                                      | nem volt                                                                      |
| 3                                                                             |                                                                               | William Fleming                                                               | 1781. június 3.                                                               | 1781. június 12.                                                              | FÜGG                                                                          | | nem volt                                                                      | nem volt                                                                      |
| 4                                                                             |                                                                               | Thomas Nelson, Jr.                                                            | 1781. június 12.                                                              | 1781. november 22.                                                            | FÜGG                                                                          | | nem volt                                                                      | nem volt                                                                      |
| –                                                                             |                                                                               | David Jameson (helyettesként)                                                 | 1781. november 22.                                                            | 1781. december 1.                                                             | FÜGG                                                                          | | nem volt                                                                      | nem volt                                                                      |
| 5                                                                             |                                                                               | Benjamin Harrison V                                                           | 1781. december 1.                                                             | 1784. december 1.                                                             | FÜGG                                                                          | | nem volt                                                                      | nem volt                                                                      |
| 6                                                                             |                                                                               | Patrick Henry                                                                 | 1784. december 1.                                                             | 1786. december 1.                                                             | FÜGG                                                                          | | nem volt                                                                      | nem volt                                                                      |
| 7                                                                             |                                                                               | Edmund Randolph                                                               | 1786. december 1.                                                             | 1788. december 1.                                                             | FÜGG                                                                          | Az Amerikai Egyesült Államok államtitkára (1794–1795) Az Amerikai Egyesült Államok igazságügyi államtitkára (1789–1794) | nem volt                                                                      | nem volt                                                                      |
| 8                                                                             |                                                                               | Beverley Randolph                                                             | 1788. december 1.                                                             | 1791. december 1.                                                             | FÜGG                                                                          | Az Amerikai Egyesült Államok igazságügyi államtitkára (1794–1795) | nem volt                                                                      | nem volt                                                                      |
| 9                                                                             |                                                                               | Henry Lee III                                                                 | 1791. december 1.                                                             | 1794. december 1.                                                             |                                                                               | Az Amerikai Egyesült Államok képviselőházának tagja (1799-1801) | nem volt                                                                      | nem volt                                                                      |
| 10                                                                            |                                                                               | Robert Brooke                                                                 | 1794. december 1.                                                             | 1796. december 1.                                                             |                                                                               | | nem volt                                                                      | nem volt                                                                      |
| 11                                                                            |                                                                               | James Wood                                                                    | 1796. december 1.                                                             | 1799. december 7.                                                             |                                                                               | | nem volt                                                                      | nem volt                                                                      |
| –                                                                             |                                                                               | Hardin Burnley                                                                | 1799. december 7.                                                             | 1799. december 11.                                                            | FÜGG                                                                          | | nem volt                                                                      | nem volt                                                                      |
| –                                                                             |                                                                               | John Pendleton, Jr.                                                           | 1799. december 11.                                                            | 1799. december 19.                                                            | FÜGG                                                                          | | nem volt                                                                      | nem volt                                                                      |
| 12                                                                            |                                                                               | James Monroe                                                                  | 1799. december 19.                                                            | 1802. december 1.                                                             |                                                                               | Az Amerikai Egyesült Államok szenátusának tagja (1790–1794) Az Amerikai Egyesült Államokat képviselő miniszter Franciaországban (1794–1796) Az Amerikai Egyesült Államokat képviselő miniszter az Egyesült Királyságban (1803–1808) Az Amerikai Egyesült Államok államtitkára (1811-1817) Az Amerikai Egyesült Államok háborús államtitkára (1814-1815) Az Amerikai Egyesült Államok 5. elnöke (1817-1825) | nem volt                                                                      | nem volt                                                                      |
| 13                                                                            |                                                                               | John Page                                                                     | 1802. december 1.                                                             | 1805. december 7.                                                             |                                                                               | Az Amerikai Egyesült Államok képviselőházának tagja (1789-1797) | nem volt                                                                      | nem volt                                                                      |
| 14                                                                            |                                                                               | William H. Cabell                                                             | 1805. december 7.                                                             | 1808. december 1.                                                             |                                                                               | | nem volt                                                                      | nem volt                                                                      |
| 15                                                                            |                                                                               | John Tyler, Sr.                                                               | 1808. december 1.                                                             | 1811. január 15.                                                              |                                                                               | | nem volt                                                                      | nem volt                                                                      |
| —                                                                             |                                                                               | George William Smith (helyettesként)                                          | 1811. január 15.                                                              | 1811. január 19.                                                              |                                                                               | | nem volt                                                                      | nem volt                                                                      |
| 16                                                                            |                                                                               | James Monroe                                                                  | 1811. január 19.                                                              | 1811. április 3.                                                              |                                                                               | Az Amerikai Egyesült Államok szenátusának tagja (1790–1794) Az Amerikai Egyesült Államokat képviselő miniszter Franciaországban (1794–1796) Az Amerikai Egyesült Államokat képviselő miniszter az Egyesült Királyságban (1803–1808) Az Amerikai Egyesült Államok államtitkára (1811-1817) Az Amerikai Egyesült Államok háborús államtitkára (1814-1815) Az Amerikai Egyesült Államok 5. elnöke (1817-1825) | nem volt                                                                      | nem volt                                                                      |
| 17                                                                            |                                                                               | George William Smith (helyettesként)                                          | 1811. április 3.                                                              | 1811. december 27.                                                            |                                                                               | | nem volt                                                                      | nem volt                                                                      |
| N/A                                                                           |                                                                               | Peyton Randolph (helyettesként)                                               | 1811. december 27.                                                            | 1812. január 3.                                                               |                                                                               | | nem volt                                                                      | nem volt                                                                      |
| 18                                                                            |                                                                               | James Barbour                                                                 | 1812. január 3.                                                               | 1814. december 1.                                                             |                                                                               | Az Amerikai Egyesült Államok szenátusának tagja (1815-1825) Az Amerikai Egyesült Államok Szenátusának pro tempore elnöke (1819) Az Amerikai Egyesült Államok háborús államtitkára (1825-1828) Az Amerikai Egyesült Államok nagykövete az Egyesült Királyságban (1828–1829) | nem volt                                                                      | nem volt                                                                      |
| 19                                                                            |                                                                               | Wilson Cary Nicholas                                                          | 1814. december 1.                                                             | 1816. december 1.                                                             |                                                                               | Az Amerikai Egyesült Államok szenátusának tagja (1799-1804) Az Amerikai Egyesült Államok képviselőházának tagja (1807-1809) | nem volt                                                                      | nem volt                                                                      |
| 20                                                                            |                                                                               | James Patton Preston                                                          | 1816. december 1.                                                             | December 1, 1819                                                              |                                                                               | | nem volt                                                                      | nem volt                                                                      |
| 21                                                                            |                                                                               | Thomas Mann Randolph, Jr.                                                     | 1819. december 1.                                                             | 1819. december 1.                                                             |                                                                               | Az Amerikai Egyesült Államok képviselőházának tagja (1803-1807) | nem volt                                                                      | nem volt                                                                      |
| 22                                                                            |                                                                               | James Pleasants                                                               | 1822. december 1.                                                             | 1825. december 10.                                                            |                                                                               | Az Amerikai Egyesült Államok képviselőházának tagja (1811–1819) Az Amerikai Egyesült Államok szenátusának tagja (1819–1822) | nem volt                                                                      | nem volt                                                                      |
| 23                                                                            |                                                                               | John Tyler                                                                    | 1825. december 10.                                                            | 1827. március 4.                                                              |                                                                               | Az Amerikai Egyesült Államok képviselőházának tagja (1816-1821) Az Amerikai Egyesült Államok szenátusának tagja (1827-1836) Az Amerikai Egyesült Államok Szenátusának pro tempore elnöke (1835) Az Amerikai Egyesült Államok 10. alelnöke (1841) Az Amerikai Egyesült Államok 10. elnöke (1841-1845) | nem volt                                                                      | nem volt                                                                      |
| 24                                                                            |                                                                               | William Branch Giles                                                          | 1827. március 4.                                                              | 1830. március 4.                                                              |                                                                               | Az Amerikai Egyesült Államok képviselőházának tagja (1790-1798; 1801-1803) Az Amerikai Egyesült Államok szenátusának tagja (1804-1815) | nem volt                                                                      | nem volt                                                                      |
| 25                                                                            |                                                                               | John Floyd                                                                    | 1830. március 4.                                                              | 1834. március 31.                                                             |                                                                               | Az Amerikai Egyesült Államok képviselőházának tagja (1817-1829) | nem volt                                                                      | nem volt                                                                      |
| 26                                                                            |                                                                               | Littleton Waller Tazewell                                                     | 1834. március 31.                                                             | 1836. április 30.                                                             |                                                                               | Az Amerikai Egyesült Államok képviselőházának tagja (1800-1801) Az Amerikai Egyesült Államok szenátusának tagja (1824-1832) Az Amerikai Egyesült Államok Szenátusának pro tempore elnöke (1832) | nem volt                                                                      | nem volt                                                                      |
| —                                                                             |                                                                               | Wyndham Robertson(helyettesként)                                              | 1836. április 30.                                                             | 1837. március 31.                                                             |                                                                               | | nem volt                                                                      | nem volt                                                                      |
| 27                                                                            |                                                                               | David Campbell                                                                | 1837. március 31.                                                             | 1840. március 31.                                                             |                                                                               | | nem volt                                                                      | nem volt                                                                      |
| 28                                                                            |                                                                               | Thomas Walker Gilmer                                                          | 1840. március 31.                                                             | 1841. március 20.                                                             |                                                                               | Az Amerikai Egyesült Államok képviselőházának tagja (1841-1844) Az Amerikai Egyesült Államok tengerészeti államtitkára (1844) | nem volt                                                                      | nem volt                                                                      |
| —                                                                             |                                                                               | John M. Patton (helyettesként)                                                | 1841. március 20.                                                             | 1841. március 31.                                                             |                                                                               | Az Amerikai Egyesült Államok képviselőházának tagja (1830-1838) | nem volt                                                                      | nem volt                                                                      |
| —                                                                             |                                                                               | John Rutherfoord(helyettesként)                                               | 1841. március 31.                                                             | 1842. március 31.                                                             |                                                                               | | nem volt                                                                      | nem volt                                                                      |
| —                                                                             |                                                                               | John Munford Gregory(helyettesként)                                           | 1842. március 31.                                                             | 1843. január 1.                                                               |                                                                               | | nem volt                                                                      | nem volt                                                                      |
| 29                                                                            |                                                                               | James McDowell                                                                | 1843. január 1.                                                               | 1846. január 1.                                                               |                                                                               | Az Amerikai Egyesült Államok képviselőházának tagja (1846-1851) | nem volt                                                                      | nem volt                                                                      |
| 30                                                                            |                                                                               | William "Extra Billy" Smith                                                   | 1846. január 1.                                                               | 1849. január 1.                                                               |                                                                               | Az Amerikai Egyesült Államok képviselőházának tagja (1841-1843; 1853-1861) | nem volt                                                                      | nem volt                                                                      |
| 31                                                                            |                                                                               | John B. Floyd                                                                 | 1849. január 1.                                                               | 1852. január 16.                                                              |                                                                               | Az Amerikai Egyesült Államok tengerészeti államtitkára (1857–1860) | nem volt                                                                      | nem volt                                                                      |
| 32                                                                            |                                                                               | Joseph Johnson                                                                | 1852. január 16.                                                              | 1856. január 1.                                                               |                                                                               | Az első közvetlenül választott kormányzó Az Amerikai Egyesült Államok képviselőházának tagja (1823-1825; 1833; 1835-1841; 1845-1847) | Shelton Leake                                                                 |                                                                               |
| 33                                                                            |                                                                               | Henry A. Wise                                                                 | 1856. január 1.                                                               | 1860. január 1.                                                               |                                                                               | Az Amerikai Egyesült Államok képviselőházának tagja (1833-1844) Az Amerikai Egyesült Államokat képviselő miniszter Brazíliában (1844-1847) | Elisha W. McComas (1856–1857)                                                 | FÜGG                                                                          |
| 33                                                                            | William Lowther Jackson                                                       | Henry A. Wise                                                                 | 1856. január 1.                                                               | 1860. január 1.                                                               |                                                                               | Az Amerikai Egyesült Államok képviselőházának tagja (1833-1844) Az Amerikai Egyesült Államokat képviselő miniszter Brazíliában (1844-1847) |                                                                               |                                                                               |
| 34                                                                            |                                                                               | John Letcher                                                                  | 1860. január 1.                                                               | 1860. június 20.                                                              |                                                                               | Az Amerikai Egyesült Államok képviselőházának tagja (1851-1859) | Robert Latane Montague                                                        | FÜGG                                                                          |

## Nyugat-Virgina szövetségi állam kormányzói
| Nyugat-Virginiai kormányzóinak listája | Nyugat-Virginiai kormányzóinak listája | Nyugat-Virginiai kormányzóinak listája  | Nyugat-Virginiai kormányzóinak listája | Nyugat-Virginiai kormányzóinak listája | Nyugat-Virginiai kormányzóinak listája | Nyugat-Virginiai kormányzóinak listája |
| Demokrata Párt Republikánus Párt       | Demokrata Párt Republikánus Párt       | Demokrata Párt Republikánus Párt        | Demokrata Párt Republikánus Párt       | Demokrata Párt Republikánus Párt       | Demokrata Párt Republikánus Párt       | Demokrata Párt Republikánus Párt |
| #                                      | Kép                                    | Kormányzó                               | Hivatali idő kezdete                   | Hivatali idő vége                      | Párt                                   | Egyéb választott (szövetségi) tisztségei |
| -------------------------------------- | -------------------------------------- | --------------------------------------- | -------------------------------------- | -------------------------------------- | -------------------------------------- | --- |
| 1                                      |                                        | Arthur I. Boreman                       | 1863. június 20.                       | 1869. február 26.                      |                                        | Az Amerikai Egyesült Államok szenátusának tagja (1869–1875)                                                                                                  |
| 2                                      |                                        | Daniel D. T. Farnsworth (helyettesként) | 1869. február 26.                      | 1869. március 4.                       |                                        | |
| 3                                      |                                        | William E. Stevenson                    | 1869. március 4.                       | 1871. március 4.                       |                                        | |
| 4                                      |                                        | John J. Jacob                           | 1871. március 4.                       | 1877. március 4.                       |                                        | |
| 4                                      | FÜGG                                   | John J. Jacob                           | 1871. március 4.                       | 1877. március 4.                       |                                        | |
| 5                                      |                                        | Henry M. Mathews                        | 1877. március 4.                       | 1881. március 4.                       |                                        | |
| 6                                      |                                        | Jacob B. Jackson                        | 1881. március 4.                       | 1885. március 4.                       |                                        | |
| 7                                      |                                        | Emanuel Willis Wilson                   | 1885. március 4.                       | 1890. február 6.                       |                                        | |
| 8                                      |                                        | Aretas B. Fleming                       | 1890. február 6.                       | 1893. március 4.                       |                                        | |
| 9                                      |                                        | William A. MacCorkle                    | 1893. március 4.                       | 1897. március 4.                       |                                        | |
| 10                                     |                                        | George W. Atkinson                      | 1897. március 4.                       | 1901. március 4.                       |                                        | Az Amerikai Egyesült Államok képviselőházának tagja (1890–1891)                                                                                              |
| 11                                     |                                        | Albert B. White                         | 1901. március 4.                       | 1905. március 4.                       |                                        | |
| 12                                     |                                        | William M. O. Dawson                    | 1905. március 4.                       | 1909. március 4.                       |                                        | |
| 13                                     |                                        | William E. Glasscock                    | 1909. március 4.                       | 1913. március 14.                      |                                        | |
| 14                                     |                                        | Henry D. Hatfield                       | 1913. március 14.                      | 1917. március 5.                       |                                        | Az Amerikai Egyesült Államok szenátusának tagja (1929–1935)                                                                                                  |
| 15                                     |                                        | John J. Cornwell                        | 1917. március 5.                       | 1921. március 4.                       |                                        | |
| 16                                     |                                        | Ephraim F. Morgan                       | 1921. március 4.                       | 1925. március 4.                       |                                        | |
| 17                                     |                                        | Howard M. Gore                          | 1925. március 4.                       | 1929. március 4.                       |                                        | Az Amerikai Egyesült Államok mezőgazdasági államtitkára (1924-1925)                                                                                          |
| 18                                     |                                        | William G. Conley                       | 1929. március 4.                       | 1933. március 4.                       |                                        | |
| 19                                     |                                        | H. Guy Kump                             | 1933. március 4.                       | 1937. január 18.                       |                                        | |
| 20                                     |                                        | Homer A. Holt                           | 1937. január 18.                       | 1941. január 13.                       |                                        | |
| 21                                     |                                        | Matthew M. Neely                        | 1941. január 13.                       | 1945. január 15.                       |                                        | Az Amerikai Egyesült Államok képviselőházának tagja (1913–1921; 1945-1947) Az Amerikai Egyesült Államok szenátusának tagja (1923–1929; 1931-1941; 1949-1958) |
| 22                                     |                                        | Clarence W. Meadows                     | 1945. január 15.                       | 1949. január 17.                       |                                        | |
| 23                                     |                                        | Okey L. Patteson                        | 1949. január 17.                       | 1953. január 19.                       |                                        | |
| 24                                     |                                        | William C. Marland                      | 1953. január 19.                       | 1957. január 14.                       |                                        | |
| 25                                     |                                        | Cecil H. Underwood                      | 1957. január 14.                       | 1961. január 16,                       |                                        | |
| 26                                     |                                        | William Wallace Barron                  | 1961. január 16,                       | 1965. január 18.                       |                                        | |
| 27                                     |                                        | Hulett C. Smith                         | 1965. január 18.                       | 1969. január 13.                       |                                        | |
| 28                                     |                                        | Arch A. Moore, Jr.                      | 1969. január 13.                       | 1977. január 17.                       |                                        | Az Amerikai Egyesült Államok képviselőházának tagja (1957–1969)                                                                                              |
| 29                                     |                                        | Jay Rockefeller                         | 1977. január 17.                       | 1985. január 14.                       |                                        | Az Amerikai Egyesült Államok szenátusának tagja (1985–2015)                                                                                                  |
| 30                                     |                                        | Arch A. Moore, Jr.                      | 1985. január 14.                       | 1989. január 16.                       |                                        | |
| 31                                     |                                        | Gaston Caperton                         | 1989. január 16.                       | 1997. január 13.                       |                                        | |
| 32                                     |                                        | Cecil H. Underwood                      | 1997. január 13.                       | 2001. január 15.                       |                                        | |
| 33                                     |                                        | Bob Wise                                | 2001. január 15.                       | 2005. január 17.                       |                                        | Az Amerikai Egyesült Államok képviselőházának tagja (1983–2001)                                                                                              |
| 34                                     |                                        | Joe Manchin                             | 2005. január 17.                       | 2010. november 15.                     |                                        | Az Amerikai Egyesült Államok szenátusának tagja (2010–2025)                                                                                                  |
| 35                                     |                                        | Earl Ray Tomblin                        | 2011. november 13.                     | 2017. január 16.                       |                                        | |
| 36                                     |                                        | Jim Justice                             | 2017. január 16.                       | hivatalban                             |                                        | |
| 36                                     | [ 81 ]                                 | Jim Justice                             | 2017. január 16.                       | hivatalban                             |                                        | |